# ФК Викторија Жижков
Викторија Жижков је чешки професионални фудбалски клуб из Жижкова, дела Прага. Тренутно се такмичи у трећој лиги Чешке. Основан је 1903. и то један од најстаријих клубова у земљи.

## Имена кроз историју
- 1903 – Sportovní kroužek Viktoria Žižkov
- 1904 – SK Viktoria Žižkov
- 1950 – Sokol Viktoria Žižkov
- 1951 – Sokol ČSAD Žižkov
- 1952 – TJ Slavoj Žižkov (после спајања са Avia Čakovice)
- 1965 – TJ Viktoria Žižkov
- 1973 – TJ Viktoria Žižkov Strojimport
- 1982 – TJ Viktoria Žižkov PSO
- 1992 – FK Viktoria Žižkov

## Успеси
- Првенство Чехословачке
  - Првак (1): 1928.
  - Другопласирани (1): 1929.
- Куп Чехословачке
  - Освајач (2): 1994, 2001.

## Викторија Жижков у европским такмичењима
| Сезона   | Такмичење | Коло    | Клуб          | Дом. | Гост | Резултат |
| -------- | --------- | ------- | ------------- | ---- | ---- | -------- |
| 1994/95. | Куп УЕФА  | квал.   | Норћопинг     | 1:0  | 3:3  | 4:3      |
|          |           | 1. коло | Челси         | 2:4  | 0:0  | 2:4      |
| 2001/02. | Куп УЕФА  | 1. коло | Тирол Инзбрук | 0:0  | 0:1  | 0:1      |
| 2002/03. | Куп УЕФА  | квал.   | Домањано      | 2:0  | 3:0  | 5:0      |
|          |           | 1. коло | Ренџерс       | 2:0  | 1:3  | 3:3      |
|          |           | 2. коло | Бетис         | 0:1  | 0:3  | 0:4      |
| 2003/04. | Куп УЕФА  | квал.   | Женис Астана  | 3:0  | 3:1  | 6:1      |
|          |           | 1. коло | Брондби       | 0:1  | 0:1  | 0:2      |